# Microstrip

Fig.1 Secció o tall d'una pista Microstrip : el conductor A és separat del pla de massa D per un substrat dielèctric C.

Microstrip (en anglès micropista) és un tipus de línia de transmissió planar la fabricació de la qual es realitza en circuit imprès o PCB. El microstrip consisteix d'una pista conductora separada del pla de massa per un substrat dielèctric (vegeu Fig.1). La seva aplicació és en la transmissió de senyals d'alta feqüència.

## Història
Microstrip va ser desenvolupat pel laboratori de telecomunicacions federal ITT a New Jersey, EUA, l'any 1955.

Fig.2 paràmetres que defineixen un stripline

## Propietats
- Microstrip transporta ones electromagnètiques mitjançant 3 capes: conductor, dielèctric i pla de massa conductor.

- Valor de la impedància característica d'un microstrip:[4]{\displaystyle Z_{\textrm {microstrip}}={\frac {Z_{0}}{2\pi {\sqrt {2(1+\varepsilon _{r})}}}}\mathrm {ln} \left(1+{\frac {4h}{w_{\textrm {eff}}}}\left({\frac {14+{\frac {8}{\varepsilon _{r}}}}{11}}{\frac {4h}{w_{\textrm {eff}}}}+{\sqrt {\left({\frac {14+{\frac {8}{\varepsilon _{r}}}}{11}}{\frac {4h}{w_{\textrm {eff}}}}\right)^{2}+\pi ^{2}{\frac {1+{\frac {1}{\varepsilon _{r}}}}{2}}}}\right)\right)} {\displaystyle ={\frac {87}{\sqrt {(1.41+\varepsilon _{r})}}}\mathrm {ln} ({\frac {5.98*H}{0.8W+T}})} per exemple si volem aconseguir una impedància característica de 50 Ohm (típica en sistemes d'alta freqüència) en una PCB estàndard de material FR4 i 1,6mm de gruix, llavors el gruix de la pista haurà de ser de 3mm (W en la Fig.2)
- Microstrip presenta nivells de radiació mitjos i suporta valors d'impedància característica entre 20 i 120 Ohms. Factor de qualitat Q al voltant de 250.
- Avantatges : baix cost en comparació a guies d'ona de microones.

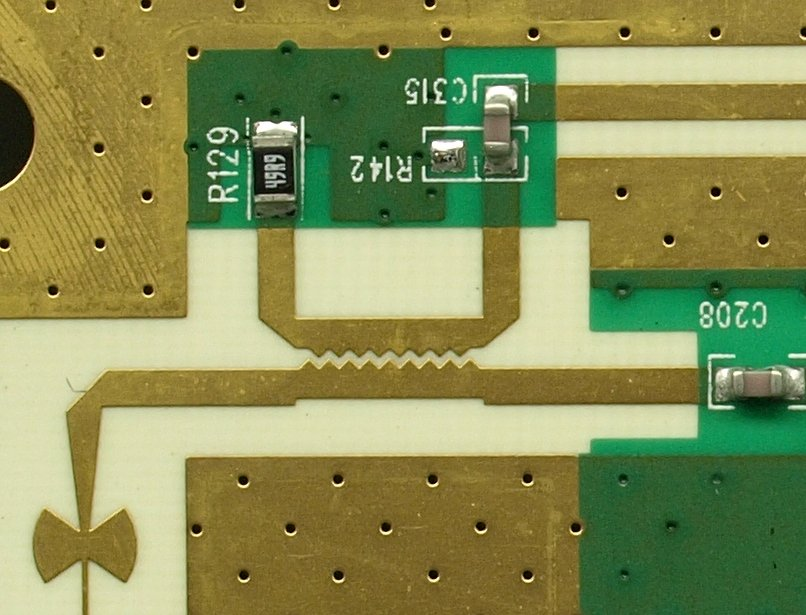
Fig.3 Exemple de Microstrip real en una PCB

- Fig.3 Exemple de Microstrip real en una PCBInconvenients : qualsevol discontinuïtat dels conductors o dielèctric suposarà canvis i desadaptacions en la impedància característica.